# 罗尔夫·费斯
罗尔夫·费斯（德語：Rolf Fäs，1916年10月18日—1983年10月24日），瑞士男子手球运动员。他曾代表瑞士参加1936年夏季奥林匹克运动会手球比赛，获得一枚铜牌，他在所有五场比赛中均有上场。